# Цвеке на карпата
„Цвеке на карпата” је југословенски и македонски ТВ филм из 1989. године. Режирао га је Благој Андреев а сценарио је написао Иван Карадак.

## Улоге
| Глумац             | Улога        |
| ------------------ | ------------ |
| Јосиф Јосифовски   | Арсо Соколот |
| Мартин Трпчевски   | Коки         |
| Диме Илијев        |              |
| Емилија Андреевска |              |
| Вукан Диневски     | Докторот     |
| Шенка Колозова     | Секретарката |
| Лиле Георгиева     |              |
| Фирдаус Неби       |              |